# Arncott
Arncott is een civil parish in het bestuurlijke gebied Cherwell, in het Engelse graafschap Oxfordshire met 1738 inwoners.

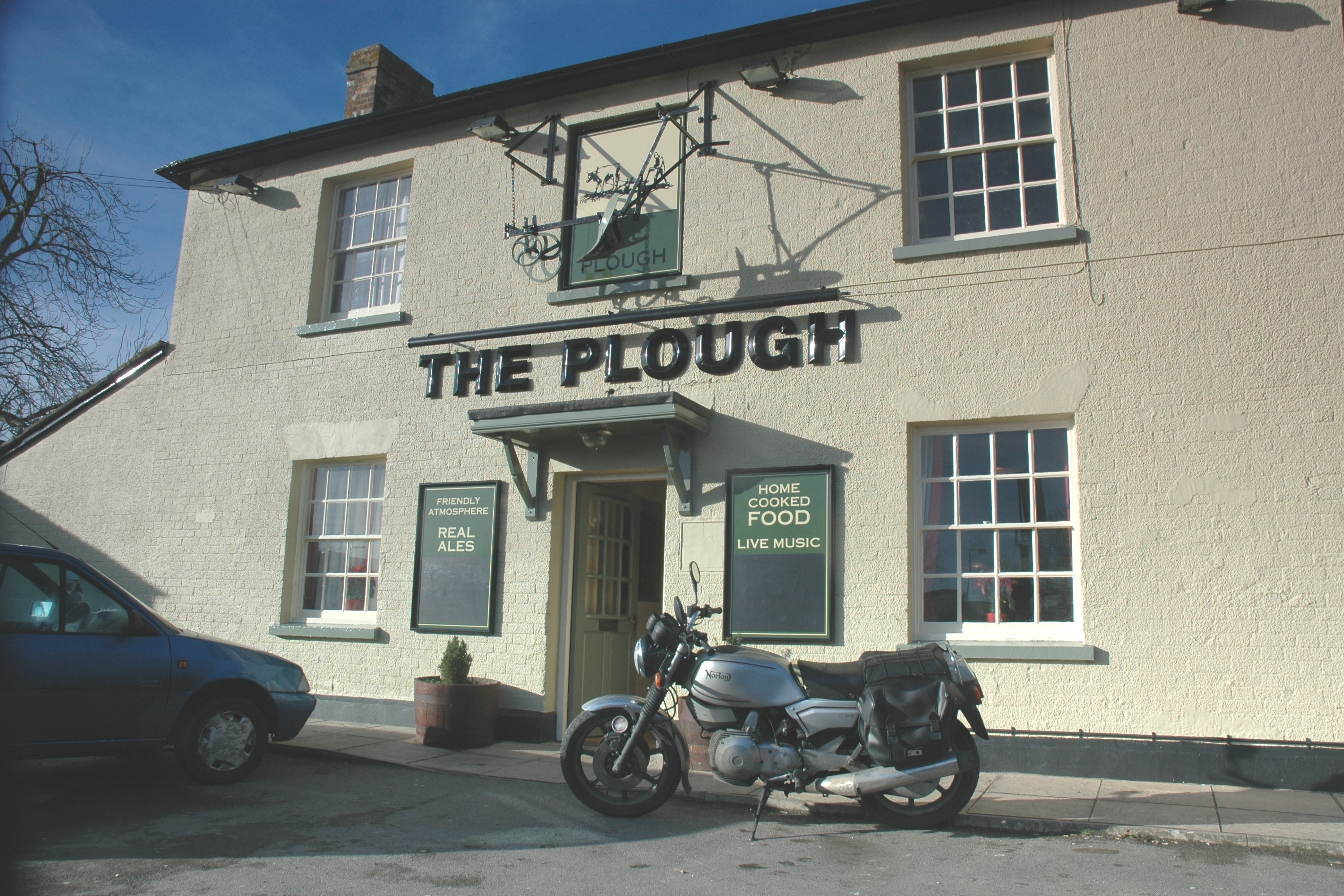
Arncott Plough
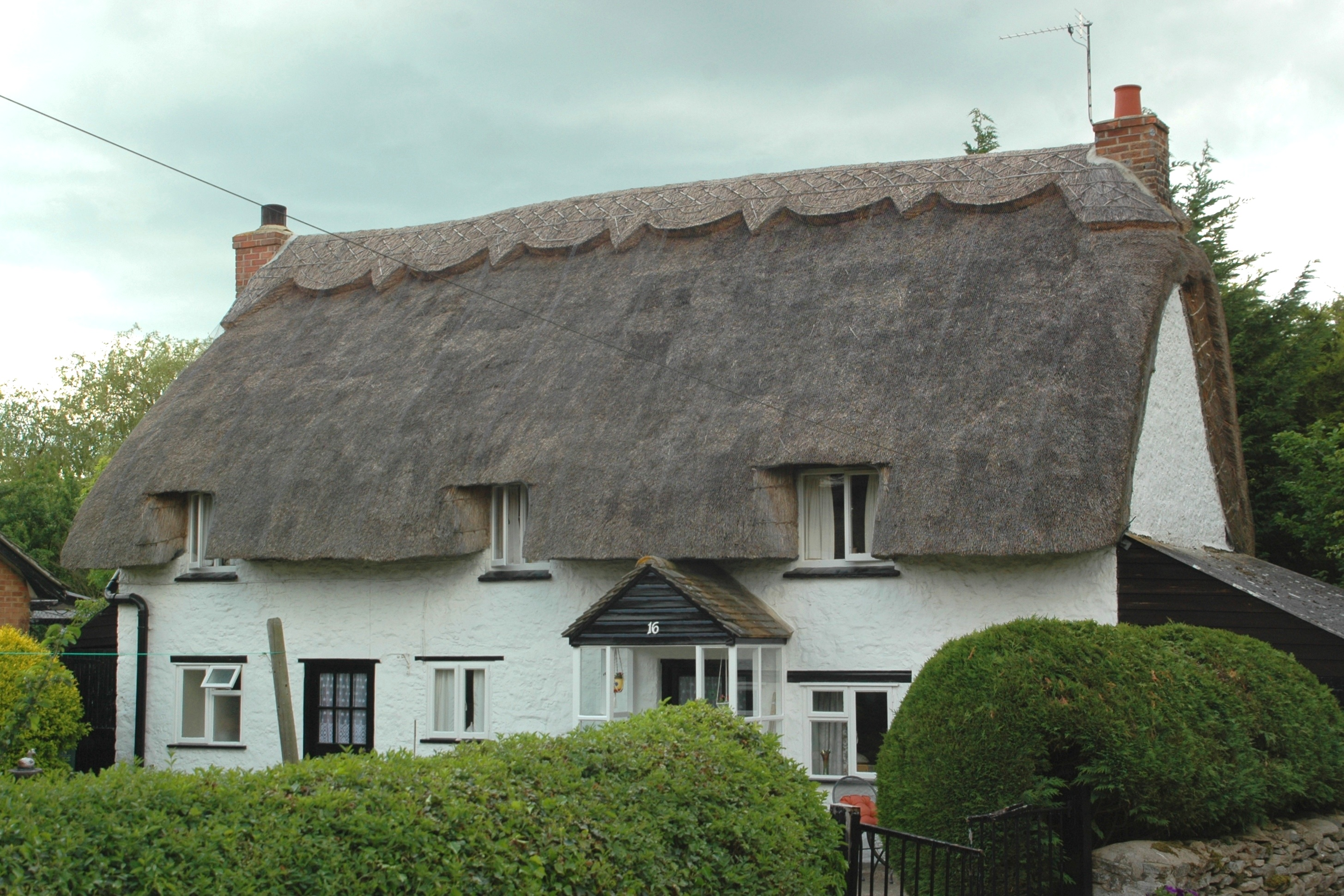
Cottage in Arncott